# Коридон Тауншип (округ Маккін, Пенсільванія)
Коридон Тауншип (англ. Corydon Township) — селище (англ. township) в США, в окрузі Маккін штату Пенсільванія. Населення — 283 особи (2020).

## Демографія
Згідно з переписом 2010 року, у селищі мешкало 275 осіб у 127 домогосподарствах у складі 80 родин. Було 272 помешкання
Расовий склад населення:
| - 100,0 % — білих |

До двох чи більше рас належало 0,0 %. Частка іспаномовних становила 1,5 % від усіх жителів.
За віковим діапазоном населення розподілялося таким чином: 13,8 % — особи молодші 18 років, 67,3 % — особи у віці 18—64 років, 18,9 % — особи у віці 65 років та старші. Медіана віку мешканця становила 53,1 року. На 100 осіб жіночої статі у селищі припадало 131,1 чоловіків;  на 100 жінок у віці від 18 років та старших — 137,0 чоловіків також старших 18 років.
Середній дохід на одне домашнє господарство  становив 67 550 доларів США (медіана — 56 875), а середній дохід на одну сім'ю — 73 961 долар (медіана — 66 042). За межею бідності перебувало 3,6 % осіб, у тому числі 2,6 % дітей у віці до 18 років та 14,0 % осіб у віці 65 років та старших.
Цивільне працевлаштоване населення становило 145 осіб. Основні галузі зайнятості: виробництво — 24,8 %, освіта, охорона здоров'я та соціальна допомога — 15,9 %, мистецтво, розваги та відпочинок — 11,7 %, роздрібна торгівля — 9,0 %.